# Gonospermum revolutum
Gonospermum revolutum là một loài thực vật có hoa trong họ Cúc. Loài này được (C.Sm. ex Buch) Sch.Bip. mô tả khoa học đầu tiên năm 1844.